# Dianthus uralensis
Dianthus uralensis là loài thực vật có hoa thuộc họ Cẩm chướng. Loài này được Korsh. mô tả khoa học đầu tiên năm 1930.